# 데비 로
데보라 진 로(영어: Deborah Jeanne Rowe, 1958년 12월 6일 ~ )는 팝 음악가 마이클 잭슨의 전 부인으로 두 자녀를 두었다. 그녀는 캘리포니아주 팜데일에 살고 있다.